# 曽和義弌
曽和 義弌（曾和、そわ ぎいち、1888年（明治21年）6月16日 - 1968年（昭和43年）1月21日）は、大正から昭和期の教育者、政治家。衆議院議員、大阪府南河内郡高向村長。

## 経歴
大阪府錦部郡、のちの高向村（南河内郡高向村を経て現河内長野市）で生まれる。
小学校代用教員となる。以後、同訓導、市立堺女子手芸学校教諭、府立大阪医科大学書記、滝畑尋常高等小学校長などを歴任。
大阪府会議員に選出され、高向村長も務めた。河陽新報を創刊し経営を行った。
1937年（昭和12年）4月、第20回衆議院議員総選挙（大阪府第5区、立憲政友会公認）で当選し、その後、翼賛議員同盟に所属し衆議院議員に1期在任した。戦後に公職追放となった。

## 国政選挙歴
- 第19回衆議院議員総選挙（大阪府第5区、1936年2月、立憲政友会公認）落選[7]
- 第20回衆議院議員総選挙（大阪府第5区、1937年4月、立憲政友会公認）当選[5]
- 第21回衆議院議員総選挙（大阪府第5区、1942年4月、推薦）次点落選[8]
- 第25回衆議院議員総選挙（大阪府第4区、1952年10月、自由党）落選[9]

## 著作
- 『日本神道の革命』大日本新思想学会、1961年。